# إلتون واتكينز
إلتون واتكينز هو محامي وسياسي أمريكي، ولد في 6 يوليو 1881 في نيوتن في الولايات المتحدة، وتوفي في 24 يونيو 1956 في بورتلاند في الولايات المتحدة. نشط حزبياً في الحزب الديمقراطي. وقد انتخب عضو مجلس النواب الأمريكي ‏.